# Bonanza International Circuit
Der Bonanza International Circuit war eine privat betriebene Motorsport-Rennstrecke bei Nong Nam Daeng im Landkreis Pak Chong in der Provinz Nakhon Ratchasima in Thailand, die 2012 eröffnet und 2015 geschlossen wurde.

## Geschichte
Die Strecke wurde 2011 als Teil eines Freizeitsresorts gebaut das unter anderem eine Ferienhaussiedlung und einen Golfclub umfasste. Die Anlage gehörte dem ehemaligen Politiker Paiwong Taechanarong und seiner Familie. Neben der Nutzung für Motorsportveranstaltungen war geplant das Streckengelände auch als Veranstaltungsgelände für Konzerte und Großveranstaltungen zu nutzen.
Die Strecke wurde in Teilen in einem eigentlich als Waldschutzgebiet angelegten Reservat errichtet.
Nach Beschwerden von Anwohnern wurde 2015 durch eine polizeiliche Ermittlungseinheit ermittelt das ein Großteil der Grundstücke, auf denen sie errichtet wurde, nur durch über Bestechung erworbene illegale Besitzurkunden belegt war. Die Strecke musste daraufhin geschlossen werden und verfällt seitdem.

## Streckenbeschreibung
Die Strecke war in ihrer letzten Konfiguration 2,807 km lang und auf der Start-Ziel-Gerade bis zu 18 m breit. Es existierten Pläne sie für internationale Motorrad-Rennveranstaltungen auf eine Länge von 3,8 km zu erweitern.